# Radio Azad Azərbaycan
Radio Azad Azərbaycan es una emisora de radio comercial de Azerbaiyán, propiedad de la compañía Azad Azərbaycan Teleradio Yayım Şirkəti.

## Historia
Radio Azad Azərbaycan inició sus transmisiones el 28 de mayo de 1998, convirtiéndose en la segunda emisora privada de la República de Azerbaiyán.
El 30 de septiembre de 2005, el Consejo nacional de Radio y Televisión amplió la duración de la licencia de explotación por un período de seis años adicionales.

## Programación
La parrilla de la emisora se centra íntegramente en la música en idioma azerí, tanto pop como folk actual y del pasado y mugam; además de magacines en directo con la participación de la audiencia.

## Datos técnicos
Cuando empezó a transmitir en 1998 emitía en frecuencia modulada de 106,3 MHz y en onda media, longitud de onda de 196 metros, correspondientes a una frecuencia de 1530 kHz. A mediados de la década de 2000, la difusión en onda media se canceló.
Actualmente, la emisora posee una red de repetidores en diferentes puntos del territorio azerí, siendo la cabecera la frecuencia de 106,3 MHz, la cual emite desde la torre de televisión de Bakú, con una potencia de 2000 vatios.
Radio Azad Azərbaycan puede ser también recibida en Asia Central a través del satélite Azerspace-1 (46ºE) por la frecuencia de 11169 MHz, polarización horizontal.